# Punkt Fermata

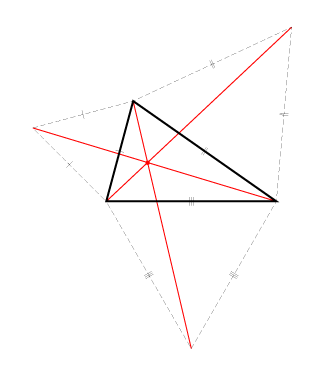
Konstrukcja punktu Fermata

Punkt Fermata (punkt Torricellego) – punkt w trójkącie, którego suma odległości od wierzchołków trójkąta jest najmniejsza z możliwych. Pierwszy raz problem konstrukcji takiego punktu został rozwiązany przez Fermata w prywatnym liście.

## Konstrukcja
W przypadku, gdy wszystkie kąty trójkąta mają miary mniejsze niż {\displaystyle 120^{\circ },} punkt Fermata jest punktem przecięcia odcinków łączących wierzchołki trójkąta z tymi wierzchołkami trójkątów równobocznych zbudowanych na przeciwległych bokach, które nie są wierzchołkami wyjściowego trójkąta.
Gdy jeden z kątów ma miarę co najmniej {\displaystyle 120^{\circ },} łatwo zauważyć (z nierówności trójkąta), że wierzchołek przy kącie rozwartym ma mniejszą sumę odległości od wierzchołków, niż punkt otrzymany w powyższej konstrukcji. Wierzchołek ten ma wtedy najmniejszą możliwą z takich sum.

### Dowód

Dla dowolnego punktu {\displaystyle F} wewnątrz {\displaystyle \Delta ABC,} gdy obrócimy {\displaystyle \Delta BFC} wokół punktu {\displaystyle B} zgodnie z ruchem wskazówek zegara o kąt {\displaystyle 60^{\circ },} to otrzymamy {\displaystyle \Delta BGD} (według oznaczeń na rysunku obok), gdzie {\displaystyle G} jest punktem wewnątrz {\displaystyle \Delta BCD} spełniającym
{\displaystyle |GD|=|FC|,} {\displaystyle |GB|=|FB|} oraz {\displaystyle \angle FBG=60^{\circ },}
więc {\displaystyle \Delta GBF} jest równoboczny, czyli {\displaystyle |BF|=|GF|.}
Stąd {\displaystyle |AF|+|BF|+|CF|=|AF|+|FG|+|GD|.} Zatem wartość sumy {\displaystyle |AF|+|BF|+|CF|} najmniejsza, gdy punkty {\displaystyle A,} {\displaystyle F,} {\displaystyle G,} {\displaystyle D} są współliniowe.
Prowadząc analogiczne rozumowanie, obracając {\displaystyle \Delta CFA} i {\displaystyle \Delta AFB} wokół odpowiednich punktów, otrzymujemy, że punkt {\displaystyle F} o minimalnej wartości sumy {\displaystyle |AF|+|BF|+|CF|} leży na pozostałych dwóch odcinkach łączących wierzchołki trójkąta wyjściowego z odpowiednimi wierzchołkami trójkątów równobocznych. Jest to jednocześnie dowód na współpękowość tych trzech odcinków.

## Właściwości

- Punkt Fermata jest jednocześnie punktem przecięcia okręgów opisanych na trójkątach równobocznych zbudowanych na bokach danego trójkąta.
- Z punktu Fermata każdy bok widać pod tym samym kątem {\displaystyle 120^{\circ }.}
- Odcinki zaznaczone na górnym rysunku na czerwono mają równe długości.

### Dowód
Oznaczenia jak na najniższym rysunku. Gdy obrócimy {\displaystyle \Delta BAQ} wokół punktu {\displaystyle A} zgodnie z ruchem wskazówek zegara o kąt {\displaystyle 60^{\circ },} to otrzymamy {\displaystyle \Delta RAC.} Stąd {\displaystyle |BQ|=|CR|.} Analogicznie {\displaystyle |BQ|=|AP|=|CR|.}
Z przystawania tych trójkątów wynika też, że {\displaystyle \angle ARC=\angle ABQ,} oraz {\displaystyle \angle ACR=\angle AQB.} Stąd
{\displaystyle \angle RFB=180^{\circ }-\angle FRB-\angle FBR=60^{\circ }.}
Podobnie {\displaystyle \angle RFA=\angle AFQ=\angle QFC=\angle CFP=\angle PFB=60^{\circ }}
Zatem {\displaystyle \angle AFB=\angle AFC=120^{\circ },} czyli sumy przeciwległych kątów w tych czworokątach wynoszą {\displaystyle 180^{\circ }.} Stąd na czworokątach {\displaystyle AFBR} oraz {\displaystyle AFCQ} można opisać okręgi. Podobnie pokazujemy, że przez punkt Fermata przechodzi okrąg opisany na {\displaystyle \Delta BCP.}